# Fastida

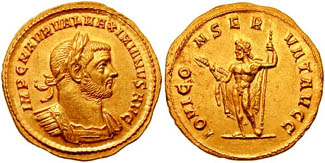
Áureo de Maximiano r.

Fastida foi um rei dos gépidas do século III, o primeiro conhecido pelo nome. Segundo a narrativa Gética de Jordanes, ele derrotou e quase aniquilou as tribos burgúndias vizinhas. Encorajado por seu sucesso e ansioso para expandir os domínios de seu povo, que restringiam-se a "montanhas sombrias e florestas densas", Fastida enviou emissários para o rei Ostrogoda dos ostrogodos e visigodos exigindo que concedesse parte das terras góticas. No conflito subsequente, os embates entre os gépidas e as tribos góticas foram inconclusivos, levando Fastida a retirar-se com suas tropas para seu país. Esse conflito provavelmente transcorreu ca. 249.
É igualmente plausível, no entanto, que tenha ocorrido ca. 290/291 devido as operações do coimperador de Diocleciano (r. 284–305), Maximiano (r. 285–310), que num discurso oficial escrito em 291 relata que adotou a tática de incitar conflitos entre os germânicos do Danúbio. Tal hipótese é suplementada por duas moedas de ouro, cunhadas durante seu reinado, nas quais a mesma informação é exposta. Elas provavelmente foram dadas a Fastida e compõem a mais antiga parte do tesouro descoberto em Șimleu Silvaniei, na Romênia.